# Mandore
Mandor és una ciutat en ruïnes al Rajasthan, a l'avui districte i abans principat de Jodhpur, a uns 9 km al nord de la capital a 26° 21′ N, 73° 02′ E / 26.350°N,73.033°E. La població el 1901 era de 1.450 habitants i actualment no consta però és poc important.
Fou capital dels rajputs parihars (més coneguts com a Gurjara-Pratihara) que van governar a partir del segle VI sent el rei principal Nahar Rao Parihar. Van governar fins al 1381 quan els fou arrabassada per Rao Chonda. El 1395 una princesa mohil dels reis parihars de Mandore es va casar amb Chundaji, un príncep col·lateral o segon dels rathors rajputs i Chundaji va rebre Mandore com a dot i fou la capital dels rajputs rathors fins al 1459 quan es va fundar la ciutat de Jodhpur per Rao Jodha, el cap rathor que va unificar les diverses branques del clan i les regions a l'entorn.
L'antiga fortalesa fou construïda per un arquitecte budista, i està actualment en ruïnes. Hi ha una escultura de Nahar Rao un dels principals caps parihars. A un lloc elevat proper hi ha el Panch Kunda (Cinc dipòsits); també hi ha els cenotafis de quatre dels cinc maharajas rathors, sent el millor el de Rao Ganga mort el 1532; i finalment un temple datat el 1210. En una altra direcció hi ha els chhatris o cenotafis dels principals maharajas de Marwar començant per Mal Deo i acabat amnb els fills d'Ajit Singh; els monuments erigits sobre les cendres de governants posterior són molt modestos. L'edifici dedicat a Ajit Singh (que fou assassinat pel seu fill el 1724) és el més gran i gros de tota la regió (fou construït el 1793) i marca el lloc on les seves 64 esposes i concubines es van immolar en el ritual del sati. Un altre lloc interessant és la sala dels herois, una galèria amb 16 figures colossals esculpides en una sola roca natural, i coneguda com a Tetls Karor Devatan-ka-sthan (la llar dels 330 milions de deus). El conjunt és anomenat Jardins de Mandore.